# Chak Imam Ali
Chak Imam Ali là một thị trấn thống kê (census town) của quận Allahabad thuộc bang Uttar Pradesh, Ấn Độ.

## Nhân khẩu
Theo điều tra dân số năm 2001 của Ấn Độ, Chak Imam Ali có dân số 4124 người. Phái nam chiếm 54% tổng số dân và phái nữ chiếm 46%. Chak Imam Ali có tỷ lệ 82% biết đọc biết viết, cao hơn tỷ lệ trung bình toàn quốc là 59,5%: tỷ lệ cho phái nam là 87%, và tỷ lệ cho phái nữ là 76%. Tại Chak Imam Ali, 9% dân số nhỏ hơn 6 tuổi.